# Syn (film 2002)
Syn (fr. Le fils) – belgijsko-francuski dramat filmowy z 2002 roku w reżyserii braci Dardenne. Zdjęcia kręcono w Walonii (Seraing). Film był oficjalnym belgijskim kandydatem do Oscara dla najlepszego filmu nieanglojęzycznego, ale ostatecznie nie zdobył nominacji.

## Fabuła
Olivier pracuje w ośrodku reintegracji społecznej, zajmuje się szkoleniami stolarskimi. Pewnego dnia dyrektorka prosi go o zajęcie się Francisem, nastolatkiem skierowanym na naukę rzemiosła stolarskiego. Olivier odmawia, twierdząc, że ma już zbyt wielu uczniów. Francis zostaje skierowany do warsztatu spawalniczego. Olivier jednak przezwycięża swoje uprzedzenie, zaczyna go obserwować po cichu. W końcu akceptuje Francisa jako ucznia. Mistrza i jego niczego niepodejrzewającego ucznia łączy pewna tajemnica z przeszłości. 

## Obsada
- Olivier Gourmet jako Olivier
- Morgan Marinne jako Francis
- Isabella Soupart jako Magali
- Nassim Hassaïni jako Omar
- Kevin Leroy jako Raoul
- Félicien Pitsaer jako Steve
- Rémy Renaud jako Philippo
- Annette Closset jako dyrektor ośrodka szkolenia
- Fabian Marnette jako Rino
- Jimmy Deloof jako Dany
- Anne Gerard jako matka Dany’ego